# ニクラス・ベントナー
ニクラス・ベントナー（Nicklas Bendtner、 1988年1月16日 - ）は、デンマークの首都・コペンハーゲン出身の元サッカー選手。元デンマーク代表。現役時代のポジションはフォワード。

## 経歴

### クラブ
FCコペンハーゲンのユースチームで頭角を表し、2004年にイングランドのアーセナルFCへ移籍。2006年から2年間はバーミンガム・シティFCへとレンタル移籍しリーグ戦11得点と活躍する。
2007-08シーズンからはアーセナルへ復帰。当時チームの主力フォワードであったティエリ・アンリは、アーセナル退団を取り沙汰されていた2007年6月にクラブのウェブページを通じて「チームには素晴らしい才能の持ち主が揃っている」としてロビン・ファン・ペルシ、エマニュエル・アデバヨールと共に将来の主力ストライカー候補にベントナーの名を挙げていた。エドゥアルド・ダ・シルヴァやロビン・ファン・ペルシの負傷離脱もあり存在感を示すこととなった。なお、2008年、カーリングカップのスパーズ戦の試合中にチームメートのエマニュエル・アデバヨールと小競り合いを起こした。
2008-09シーズンはやや伸び悩んだかに見えたが、最終的にはシーズン9得点を記録した。
なお、2008年のチャンピオンズリーグの試合にてピンクのスパイクを身に着けたことで物議を醸した。ベントナー自身は「ピンクのブーツ（＝スパイク）が大好き」と語っており、また「いままでにピンクを使っている選手を見たことがない」としてピンクのスパイクの走りであることを自負している。
2009-10シーズンより、背番号をこれまでの26から52に変更した。また、背番号変更に伴い「既に僕のネームと背番号入りの2009-10シーズン・ユニフォームを多くのファンが購入してくれたみたいだね。だから前の背番号が入ったユニフォームの交換費用は僕が個人的に負担したいと思う。ファンの皆に迷惑が掛からないことを保障するよ。」というコメントを発表している。尚、Daily Mail紙はその負担額を1万ポンド（約160万円）と算出している。2009-10シーズンは6得点に留まり負傷で離脱したファンペルシーの穴を埋めきれず、2010-11シーズンはファンペルシーの好調と新加入のマルアーヌ・シャマフの存在があり出場機会の確保すらままならず、2得点に留まった。2011年8月31日、出場機会を求めてサンダーランドAFCにレンタル移籍。チームトップの8得点を記録したが、13位に留まった。
2012年8月31日、セリエA・ユヴェントスFCへ買い取りオプション付きのレンタル移籍が決定。しかし12月に行われたコッパ・イタリアのカリアリ戦で怪我を負い、その影響もあって無得点と結果を残せず、買取オプションは行使されなかった。
2013年9月、キャピタル・ワン・カップ3回戦のウェスト・ブロムウィッチ戦に向けた記者会見においてベントナーについて問われたアーセン・ヴェンゲル監督は、よいプレイをすればファンはすべて許してくれる、との趣旨のコメントを出し活躍の期待を示していたが、
素行の悪さから監督の信頼を失い2014年3月11日のコペンハーゲンでの事案を受けた記者へのコメントで「ニクラスとアーセナルの契約は2014年夏に終了する」と言明されるに至った。同年8月15日にVfLヴォルフスブルクに3年契約で加入した。ヴォルフスブルクではストライカーとしては珍しい3を着用するが、本人は「お母さんがこの番号を選んでくれたから」と語っている。しかし度重なる練習への遅刻やヴォルフスブルクのメインスポンサーであるフォルクスワーゲンのライバル社・ベンツの画像をSNSへ投稿するなどの行動を受け、2016年4月26日にヴォルフスブルクと契約解消で合意し、解雇された。
2016年9月7日、イングランド2部のノッティンガム・フォレストFCへ自由移籍で加入した。
2017年3月6日、ローゼンボリBKへ3年契約で移籍した。
2019年、ユース時代に所属していたFCコペンハーゲンへ12月までの短期契約で移籍した。デンマーク・スーペルリーガでのプレーは今回が初となる。
2021年6月3日、現役引退を表明した。

### 代表
代表では2004年には、デンマークU-17代表で15試合に出場し6得点。デンマークU-17代表のプレイヤー・オブ・ザ・イヤーとなる。
2006年8月16日のポーランド戦でA代表デビューを果たし、その試合で初得点を挙げる。2010 FIFAワールドカップ・ヨーロッパ予選では3得点を挙げ、デンマークの1位通過に貢献。2010 FIFAワールドカップ本戦では、グループリーグ第2戦のカメルーン戦で同点ゴールを決め、デンマークの勝利に貢献した。
2012年6月13日に行われたUEFA EURO 2012のポルトガル戦でゴールを決めた後にユニフォームをまくりパンツを見せたが、そのパンツにPaddy Powerという名のブックメーカー企業のロゴが入っていたため、2014年W杯・欧州予選での1試合の出場停止と、10万ユーロの罰金を受けた。その後、企業が罰金を負担した。
2015年3月25日のアメリカとの親善試合では自身代表では初となるハットトリックを達成した。
2015年に行われた欧州選手権予選のプレーオフでスウェーデン代表に敗れた際「自分たちはどちらも本物だ。」などと述べ相手チームで活躍したイラブラヒモビッチを引き合いに出し、「尊敬している」などと憧憬を示した。
2018年のワールドカップにおいては選出候補の35人に入っていたが、怪我もあり最終23人のメンバーからは外れた。

## プレースタイル
ボディーコンタクトに強く、柔らかいボールタッチを披露する。また長身からの力強いヘディングで知られている。
しかし、度重なる怪我からポテンシャルを発揮できていない。

## 私生活
ベントナーはSNS上での風変わりで尊大な態度から、しばしば「ベントナー男爵（Lord Bendner）」と呼ばれていたが、2015年初頭にファンよりイギリスにある領地を譲り受けたことで、正式に男爵となった。
女性遍歴が激しく、2010年12月16日には当時の恋人で13歳年上のテレビ番組司会者カロリーネ・フレミングがベントナーの子（男児）を出産している。長男誕生後にカロリーネ・フレミングと婚約するも、その後、破局。2011年からデンマーク生まれのオランダ人モデル、ジュリー・ザンゲンバーグと交際している。
2011年12月1日、コペンハーゲンのピザ屋でピザを買おうとしたが、クレジットカードが使えず代金が支払えなかった。そこで無料でピザの提供を求めたがそれを拒否され、店の店員に「俺が誰だか知らないのか? 店ごと買うことだってできるんだぞ」と暴言を吐き、騒動を起こした。結局、店に居合わせた少女が代金を肩代わりすることになった。さらにピザ屋での事件から間もない2011年12月6日、ニューカッスル・アポン・タインにある駐車場でチームメートのリー・カッターモールと共に数台の自動車を破壊し、器物損壊罪で逮捕された。
2013年3月3日、コペンハーゲン市内にて乗用車を運転中に警察から飲酒運転容疑で逮捕された。これを受けてデンマークサッカー連盟は6ヶ月間の出場停止処分を下した。これにより処分期間中、デンマーク代表の試合に出場出来なくなった。11月23日、自宅マンションのジムのプールで、ドアがシステムエラーによってロックが解除できなかったため、鍵を壊してしまい、器物損壊罪で逮捕された。
2018年11月、タクシー運転手を暴行したとして、デンマークで50日間の刑を宣告された。 11月21日、刑務所または自宅軟禁のいずれかで刑を宣告することを受け入れ、上訴を取り下げた、正当防衛を主張していたが謝罪声明を発表した。

## 個人成績

### クラブ成績
| クラブ                     | シーズン | リーグ | リーグ | カップ | カップ | リーグカップ | リーグカップ | 国際大会 | 国際大会 | その他 | その他 | 合計 | 合計 |
| クラブ                     | シーズン | 出場   | 得点   | 出場   | 得点   | 出場         | 得点         | 出場     | 得点     | 出場   | 得点   | 出場 | 得点 |
| -------------------------- | -------- | ------ | ------ | ------ | ------ | ------------ | ------------ | -------- | -------- | ------ | ------ | ---- | ---- |
| アーセナル                 | 2005-06  | 0      | 0      | 0      | 0      | 3            | 0            | 0        | 0        | 0      | 0      | 3    | 0    |
| アーセナル                 | 2007-08  | 27     | 5      | 2      | 1      | 5            | 1            | 6        | 2        | —      | —      | 40   | 9    |
| アーセナル                 | 2008-09  | 31     | 9      | 5      | 2      | 2            | 2            | 12       | 2        | —      | —      | 50   | 15   |
| アーセナル                 | 2009-10  | 23     | 6      | 0      | 0      | 1            | 1            | 7        | 5        | —      | —      | 31   | 12   |
| アーセナル                 | 2010-11  | 17     | 2      | 5      | 4      | 5            | 3            | 5        | 0        | —      | —      | 32   | 9    |
| アーセナル                 | 2011-12  | 1      | 0      | 0      | 0      | 0            | 0            | 0        | 0        | —      | —      | 1    | 0    |
| アーセナル                 | 2013-14  | 9      | 2      | 1      | 0      | 2            | 0            | 2        | 0        | —      | —      | 14   | 2    |
| アーセナル                 | 通算     | 108    | 24     | 13     | 5      | 18           | 7            | 32       | 9        | 0      | 0      | 171  | 45   |
| バーミンガム               | 2006-07  | 42     | 11     | 2      | 0      | 4            | 2            | —        | —        | —      | —      | 48   | 13   |
| サンダーランド             | 2011-12  | 28     | 8      | 2      | 0      | —            | —            | —        | —        | —      | —      | 30   | 8    |
| ユヴェントス               | 2012-13  | 9      | 0      | 1      | 0      | —            | —            | 1        | 0        | —      | —      | 11   | 0    |
| ヴォルフスブルク           | 2014-15  | 18     | 1      | 2      | 0      | —            | —            | 8        | 4        | —      | —      | 28   | 5    |
| ヴォルフスブルク           | 2015-16  | 13     | 2      | 1      | 1      | —            | —            | 4        | 0        | 1      | 1      | 19   | 4    |
| ヴォルフスブルク           | 通算     | 31     | 3      | 3      | 1      | 0            | 0            | 12       | 4        | 1      | 1      | 47   | 9    |
| ノッティンガム・フォレスト | 2016-17  | 15     | 2      | 1      | 0      | 1            | 0            | —        | —        | —      | —      | 17   | 2    |
| ローゼンボリ               | 2017     | 29     | 19     | 2      | 0      | —            | —            | 12       | 4        | 1      | 0      | 44   | 23   |
| ローゼンボリ               | 2018     | 23     | 5      | 2      | 3      | —            | —            | 11       | 3        | 1      | 1      | 37   | 12   |
| ローゼンボリ               | 2019     | 5      | 0      | 0      | 0      | —            | —            | 0        | 0        | 0      | 0      | 5    | 0    |
| ローゼンボリ               | 通算     | 57     | 24     | 4      | 3      | —            | —            | 23       | 7        | 2      | 1      | 86   | 35   |
| コペンハーゲン             | 2019-20  | 6      | 0      | 2      | 1      | —            | —            | 1        | 0        | —      | —      | 9    | 1    |
| 総通算                     | 総通算   | 296    | 72     | 28     | 10     | 23           | 9            | 69       | 20       | 3      | 2      | 419  | 113  |

## 代表歴

### 出場大会
- デンマーク代表
  - 2010 FIFAワールドカップ

### 試合数
- 国際Aマッチ 81試合 30得点（2006年-2018年）[38]

| デンマーク代表 | 国際Aマッチ | 国際Aマッチ |
| 年             | 出場        | 得点        |
| -------------- | ----------- | ----------- |
| 2006           | 4           | 2           |
| 2007           | 10          | 3           |
| 2008           | 8           | 3           |
| 2009           | 9           | 2           |
| 2010           | 4           | 2           |
| 2011           | 10          | 5           |
| 2012           | 10          | 5           |
| 2013           | 2           | 2           |
| 2014           | 7           | 2           |
| 2015           | 10          | 3           |
| 2016           | 0           | 0           |
| 2017           | 5           | 1           |
| 2018           | 2           | 0           |
| 通算           | 81          | 30          |

## タイトル

### クラブ
ユヴェントスFC
- セリエA 2012-13

アーセナルFC
- FAカップ 2013-14

VfLヴォルフスブルク
- DFBポカール 2014-15
- DFLスーパーカップ 2015

ローゼンボリBK
- エリテセリエン 2017、2018
- ノルウェー・カップ 2018